# Thomas Gallo
Thomas Gallo (San Miguel de Tucumán, 30 aprile 1999) è un rugbista a 15 argentino, pilone del Benetton.

## Carriera
Dopo aver provato diversi sport, Thomas Gallo decide di impegnarsi definitivamente nel rugby e viene formato sportivamente nell'Universitario de Tucumán, prima come mediano di mischia e terza linea, per poi passare definitivamente al ruolo di pilone all'età di 16 anni. Con l'Universitario debutta in Primera División nel 2017 e vince il Torneo Regional del Noroeste del 2019. Nel 2020 Gallo decide di passare al professionismo e si lega allo Yacare XV, squadra paraguaiana di Asunción impegnata nell'appena creata Superliga Americana, con la quale però non riesce a disputare neanche una partita ufficiale a causa del regolamento della competizione che non consente di schierare un numero elevato di stranieri in campo.
Grazie alle sue ottime prestazioni nelle giovanili della nazionale argentina, Gallo viene quindi ingaggiato dal Benetton Treviso nel 2020 e debutta nella partita di Pro14 contro Cardiff il 16 novembre.
Intanto, già dal 2019 Gallo aveva fatto parte dell'Under 20 argentina partecipando alla Coppa del Mondo 2019 di categoria, e nel settembre 2021 ottiene la sua prima convocazione nella nazionale maggiore del suo paese prendendo parte al Rugby Championship del 2021, debuttando contro l'Australia. Nella successiva Coppa del Mondo 2023, in Francia, Gallo è titolare in prima linea, insieme a Francisco Gómez Kodela e a Julián Montoya.